# Distribuição de Dirichlet
Na probabilidade e estatística, a Distribuição de Dirichlet (nome em homenagem à Johann Peter Gustav Lejeune Dirichlet), frequentemente representada por Dir(α), é uma distribuição discreta multivaridada com um parâmetro (vetorial) α não-negativo e real.
Em análises Bayesianas, a distribuição de Dirichlet é usada como a distribuição conjugada da distribuição multinomial, ou seja, se a distribuição a priori é uma distribuição de Dirichlet e a variável observada é uma multinominal, então a distribuição a posteriori será uma distribuição de Dirichlet (com outro parâmetro).

## Função de densidade das probabilidades
A função de densidade das probabilidades da distribuição de Dirichlet de ordem K são as seguintes:
{\displaystyle f(x_{1},\dots ,x_{K};\alpha _{1},\dots ,\alpha _{K})={\frac {1}{\mathrm {B} (\alpha )}}\prod _{i=1}^{K}x_{i}^{\alpha _{i}-1}}
Onde {\displaystyle x_{i}\geq 0\,}, {\displaystyle \sum _{i=1}^{K}x_{i}=1\,}, e {\displaystyle \alpha _{i}>0\,}.
A normalização constante é a multinomial função beta, que podem ser expressos nos termos da função gama:
{\displaystyle \mathrm {B} (\alpha )={\frac {\prod _{i=1}^{K}\Gamma (\alpha _{i})}{\Gamma \left(\sum _{i=1}^{K}\alpha _{i}\right)}}.}

## Propriedades
se {\displaystyle X=(X_{1},\ldots ,X_{K})\sim \operatorname {Dir} (\alpha )} e {\displaystyle \alpha _{0}=\sum _{i=1}^{K}\alpha _{i}}. então:
{\displaystyle \mathrm {E} [X_{i}|\alpha ]={\frac {\alpha _{i}}{\alpha _{0}}},}
{\displaystyle \mathrm {Var} [X_{i}|\alpha ]={\frac {\alpha _{i}(\alpha _{0}-\alpha _{i})}{\alpha _{0}^{2}(\alpha _{0}+1)}}={\frac {\mathrm {E} [X_{i}|\alpha ](1-\mathrm {E} [X_{i}|\alpha ])}{(\alpha _{0}+1)}}.}
De fato, essa é uma das propriedades da distribuição beta:
{\displaystyle X_{i}\sim \operatorname {Beta} (\alpha _{i},\alpha _{0}-\alpha _{i}).}
Além disso:
{\displaystyle \mathrm {Cov} [X_{i}X_{j}|\alpha ]={\frac {-\alpha _{i}\alpha _{j}}{\alpha _{0}^{2}(\alpha _{0}+1)}}.}
A maneira de distribuição resulta em um vetor (x1, ..., xK) com:
{\displaystyle x_{i}={\frac {\alpha _{i}-1}{\alpha _{0}-K}},\quad \alpha _{i}>1.}
A distribuição de Dirichlet é conjugada como uma distribuição multinomial com a seguinte lógica: se
{\displaystyle \beta |X=(\beta _{1},\ldots ,\beta _{K})|X\sim \operatorname {Mult} (X),}
Onde βi São ocorrências dos números i na amostra de n Pontos na discreta distribuição de {1, ..., K} definida por X, então:
{\displaystyle X|\beta \sim \operatorname {Dir} (\alpha +\beta ).}
A relação usada nas estatísticas Bayesiana para descobrir o valor das incógnitas, X, de uma distribuição oculta de probabilidades, dada por n amostras. Intuitivamente, a distribuição prior representada como Dir(α), sendo Dir(α + β) resulta em uma distribuição posterior observadas com o historiograma β.

### Neutralidade
(ver artigo principal: Vetor Neutro).
se {\displaystyle X=(X_{1},\ldots ,X_{K})\sim \operatorname {Dir} (\alpha )}, então o vetor ~{\displaystyle X} será neutro se o sentido de {\displaystyle X_{1}} for independente de {\displaystyle X_{2}/(1-X_{1}),X_{3}/(1-X_{1}),\ldots ,X_{K}/(1-X_{1})} e similar à {\displaystyle X_{2},\ldots ,X_{K-1}}.